# Sageretia paucicostata
Sageretia paucicostata là một loài thực vật có hoa trong họ Táo. Loài này được Maxim. miêu tả khoa học đầu tiên năm 1890.